# Andrzej Folfas
Andrzej Folfas (ur. 6 stycznia 1948 w Witowie) – polski malarz-artysta. Tworzy dzieła figuratywne o silnych uproszczeniach i deformacji formy. Obrazy charakteryzuje agresywny koloryt oraz mocny kontur. Neoekspresjonistyczny styl artysty jest bliski tendencjom Neue Wilde (Nowa Ekspresja) powstałej w końcu lat 70. w Niemczech.

## Biografia
Urodził się w 1948 roku, w Witowie. W latach 1963–1967 uczęszczał do renomowanego Liceum Sztuk Plastycznych im. Antoniego Kenara w Zakopanem, które ukończył pod opieką profesorów: Władysława Hasiora, Tadeusza Brzozowskiego i Antoniego Rząsy. Następnie ukończył studia na Akademii Sztuk Pięknych w Krakowie na wydziale Architektury Wnętrz u Józefa Ząbkowskiego, Tadeusza Kutermaka, Bernarda Brauna, Mariana Sigmunda.
Artysta został odznaczony przez Ministra Kultury Srebrnym Krzyżem Zasługi oraz Wyróżnieniem Miasta Krakowa jako zasłużony działacz kultury i sztuki. Jego obrazy znajdują się w Muzeum Narodowym i Muzeum Historycznym Miasta Krakowa oraz kolekcjach publicznych i prywatnych w kraju i zagranicą, brał udział w licznych wystawach w Niemczech, Francji, Szwecji i Austrii.